# UnOpened
UnOpened – pierwszy singel fińskiego zespołu power metalowego Sonata Arctica.

## Spis utworów
1. "UnOpened" – 3:47
2. "Mary-Lou" – 4:30

## Twórcy
- Tony Kakko – śpiew, instrumenty klawiszowe
- Jani Liimatainen – gitara
- Janne Kivilahti – gitara basowa
- Tommy Portimo – instrumenty perkusyjne